# ريتشارد هولكومب
ريتشارد هولكومب (بالإنجليزية: Richard Holcomb)‏ هو بائع هوى ‏ أمريكي، ولد في 21 سبتمبر 1976 في بروفيدنس في الولايات المتحدة.